# شوم إيتو
شوم إيتو (باليابانية: 伊東 俊) (مواليد 29 أكتوبر 1987)، هو لاعب كرة قدم ياباني سابق كان يلعب كلاعب وسط.

## وصلات خارجية
- شوم إيتو على موقع رابطة كرة القدم اليابانية للمحترفين (اليابانية)
- شوم إيتو على موقع قاعدة بيانات كرة القدم.إي يو (الإنجليزية)
- شوم إيتو على موقع Soccerway.com (الإنجليزية)
- شوم إيتو على موقع عالم كرة القدم.نت (الإنجليزية)
- شوم إيتو على موقع كووورة